# Флу, Туре Андре
Туре Андре Флу (норв. Tore André Flo; род. 15 июня 1973, Стрюн, Согн-ог-Фьюране) — норвежский футболист, известный своими выступлениями за английский футбольный клуб «Челси» и сборную страны. Туре Андре Флу — представитель спортивной семьи, помимо него профессиональными футболистами являются его родные братья Йостейн, Ярл и двоюродный брат Ховард Флу.

## Клубная карьера
Флу начал свою карьеру в клубе родного города. В 1993 году форвард переехал в «Согндал», где уже играли его старшие братья — нападающий Йостейн и защитник Ярле. За два сезона Флу забил 21 гол в 44 играх, а когда «Согндал» покинул элиту, перешёл в «Тромсё».
В «Тромсё» Флу забивает 18 голов в 26 играх сезона-1995, став лучшим бомбардиром клуба. Успешное выступление в сезоне привлекло внимание тренеров ряда более сильных клубов, особенно после того, как форвард дебютировал за национальную сборную.
В 1996 году Флу переехал в Берген, где полтора сезона играл за «Бранн», продолжая демонстрировать неплохую результативность — в 40 играх забивает 28 мячей. Игра его в последние месяцы пребывания в команде вызывала неудовольствие болельщиков, считавших, что мыслями он уже не в Норвегии, а в проявляющем к нему интерес английском «Челси». Впрочем, это не помешало ему в последнем матче за «Бранн» сделать хет-трик.
Нападающий норвежской сборной достался «Челси» за сравнительно небольшую компенсацию — 300 тысяч фунтов стерлингов. Это объяснялось тем, что согласно «правилу Босмана», в конце 1997 года Флу мог покинуть «Бранн» вовсе без компенсации.
В первом же своём матче в английской премьер-лиге Фло отметился голом, и в дальнейшем регулярно выходил в основном составе лондонского клуба. Сезон 1997/98 получится для «Челси» весьма удачным — клуб завоевал 4-е место в чемпионате, Кубок английской лиги, а также Кубок обладателей кубков УЕФА. В следующем году результативность Флу несколько снизилась (10 голов против 15 годом раньше), его место в основе на некоторое время переходило к Пьерлуиджи Казираги, однако клуб завоевал 3-е место и право участия в Лиге чемпионов.
Сезон 1999/00 стал, возможно, самым успешным в карьере Флу. Он забил 19 голов за «Челси», помог клубу выиграть Кубок Англии по футболу и дойти до четвертьфиналов Лиги Чемпионов, где в памятных матчах против «Барселоны» забил два мяча дома и один на выезде (встречи закончились со счётом 3:1 и 1:5 соответственно). Впрочем, в межсезонье 2000 года «Челси» приобрёл Джимми Флойда Хасселбайнка и Эйдура Гудьонсена, в связи с чем Флу вновь оказался на скамейке запасных и немедленно попросил выставить его на трансфер. Сыграв за лондонцев 163 игры в чемпионате (включая 69 выходов на замену) и забив 50 мячей, в ноябре 2000 года Флу перешёл в «Рейнджерс».
Трансфер в «Рейнджерс» размером 12 миллионов фунтов стал самым дорогим за всю историю для норвежских футболистов и чемпионата Шотландии, а также самым доходным для «Челси» (последнее достижение в 2007 году побил Арьен Роббен). Флу забил в первом же матче, в котором «Рейнджерс» разгромили своих главных врагов из «Селтика» со счетом 5:1, и в новом чемпионате вновь стал демонстрировать результативность, сравнимую с той, что у него была в Норвегии. Впрочем, для требовательных шотландских болельщиков даже этого было мало, учитывая сумму, в которую скандинав обошёлся клубу из Глазго.
Надолго Флу в Шотландии не задержался. «Сандерленд», пытавшийся найти замену Ниаллу Куинну, в последний день трансферного окна перед сезоном 2002/03 за 10 миллионов выкупил трансфер Флу у «Рейнджерс». Флу видели на месте столба рядом с юрким Кевином Филлипсом, однако эта роль не вполне ему подходила. Вновь забив в дебютном матче против «Манчестер Юнайтед», вскоре Флу потерял доверие тренеров и свою игру, и так до конца сезона не смог их обрести — на его счету оказалось только 4 мяча в 29 играх премьер-лиги. «Сандерленд» вылетел и в рамках погашения огромных долгов разорвал контракт с нападающим.
Два года после этого Флу отыграл в итальянском клубе «Сиена», где проявил себя весьма полезным игроком, хотя по-прежнему забивал сравнительно мало (13 голов в 63 матчах). Несмотря на доверие тренеров, дела Флу на юге Европы складывались не совсем хорошо — его семья предпочитала жизнь в Великобритании. В 2005 году Флу был близок к переходу в «Куинз Парк Рейнджерс», однако вместо этого оказался на родине, в переживающей расцвет «Волеренге».
Полтора сезона, проведённые в Осло, Флу преследовали травмы, голы можно было пересчитать на пальцах одной руки (4 мяча в 22 матчах), и контракт с ним в итоге не был продлён.
Последним клубом норвежца должен был стать «Лидс Юнайтед», возглавляемый Деннисом Уайзом, бывшим партнёром Фло по «Челси». Полтора года в «Лидсе» оказались тяжелыми для норвежца и клуба — «Лидс Юнайтед» вылетел даже из второго дивизиона, Флу вновь оказался жертвой травм, он мало играл и мало забивал (23 игры и 4 мяча). В итоге 11 марта 2008 года Флу объявил о завершении футбольной карьеры.
19 ноября 2008 года в новостях сообщили, что Фло ведёт переговоры о возможном возвращении в футбол — в команду «Милтон Кинс Донс». Флу действительно подписал контракт до конца сезона. Выступление за клуб удачным не получилось, Флу так и не забил. 19 мая 2009 года контракт был расторгнут.

## Сборная Норвегии
Дебютировав в сборной Норвегии в 1995 году, Флу сыграл за неё 76 игр и забил 23 мяча. Пиком его карьеры в национальной команде стала волевая победа над сборной Бразилии в 1998 году, благодаря которой норвежцы вышли в плей-офф чемпионата мира (в том матче Флу забил первый из двух голов своей сборной). Закончил выступать за сборную Флу в 2004 году, желая иметь возможность уделять больше времени семье.

## Статистика

### Матчи Флу за сборную Норвегии
| Матчи Флу за сборную Норвегии | Матчи Флу за сборную Норвегии | Матчи Флу за сборную Норвегии | Матчи Флу за сборную Норвегии | Матчи Флу за сборную Норвегии | Матчи Флу за сборную Норвегии |
| ----------------------------- | ----------------------------- | ----------------------------- | ----------------------------- | ----------------------------- | ----------------------------- |
| №                             | Дата                          | Соперник                      | Счёт                          | Голы Флу                      | Соревнование                  |
| 1                             | 11 октября 1995               | Англия                        | 0:0                           | —                             | Товарищеский матч             |
| 2                             | 15 ноября 1995                | Нидерланды                    | 0:3                           | —                             | Чемпионат Европы 1996 (отбор) |
| 3                             | 26 ноября 1995                | Ямайка                        | 1:1                           | —                             | Товарищеский матч             |
| 4                             | 29 ноября 1995                | Тринидад и Тобаго             | 2:3                           | 1                             | Товарищеский матч             |
| 5                             | 7 февраля 1996                | Испания                       | 0:1                           | —                             | Товарищеский матч             |
| 6                             | 2 июня 1996                   | Азербайджан                   | 5:0                           | —                             | Чемпионат мира 1998 (отбор)   |
| 7                             | 1 сентября 1996               | Грузия                        | 1:0                           | —                             | Товарищеский матч             |
| 8                             | 10 ноября 1996                | Швейцария                     | 1:0                           | —                             | Чемпионат мира 1998 (отбор)   |
| 9                             | 18 января 1997                | Республика Корея              | 0:1                           | —                             | Товарищеский матч             |
| 10                            | 22 января 1997                | Новая Зеландия                | 3:0                           | —                             | Товарищеский матч             |
| 11                            | 25 января 1997                | Австралия                     | 0:1                           | —                             | Товарищеский матч             |
| 12                            | 29 марта 1997                 | ОАЭ                           | 4:1                           | 3                             | Товарищеский матч             |
| 13                            | 30 апреля 1997                | Финляндия                     | 1:1                           | —                             | Чемпионат мира 1998 (отбор)   |
| 14                            | 30 мая 1997                   | Бразилия                      | 4:2                           | 2                             | Товарищеский матч             |
| 15                            | 8 июня 1997                   | Венгрия                       | 1:1                           | —                             | Чемпионат мира 1998 (отбор)   |
| 16                            | 20 июля 1997                  | Исландия                      | 1:0                           | —                             | Товарищеский матч             |
| 17                            | 20 августа 1997               | Финляндия                     | 4:0                           | 1                             | Чемпионат мира 1998 (отбор)   |
| 18                            | 6 сентября 1997               | Азербайджан                   | 1:0                           | 1                             | Чемпионат мира 1998 (отбор)   |
| 19                            | 10 сентября 1997              | Швейцария                     | 5:0                           | 1                             | Чемпионат мира 1998 (отбор)   |
| 20                            | 8 октября 1997                | Колумбия                      | 0:0                           | —                             | Товарищеский матч             |
| 21                            | 25 февраля 1998               | Франция                       | 3:3                           | 1                             | Товарищеский матч             |
| 22                            | 25 марта 1998                 | Бельгия                       | 2:2                           | —                             | Товарищеский матч             |
| 23                            | 22 апреля 1998                | Дания                         | 2:0                           | 1                             | Товарищеский матч             |
| 24                            | 20 мая 1998                   | Мексика                       | 5:2                           | —                             | Товарищеский матч             |
| 25                            | 27 мая 1998                   | Саудовская Аравия             | 6:0                           | 1                             | Товарищеский матч             |
| 26                            | 10 июня 1998                  | Марокко                       | 2:2                           | —                             | Чемпионат мира 1998           |
| 27                            | 16 июня 1998                  | Шотландия                     | 1:1                           | —                             | Чемпионат мира 1998           |
| 28                            | 23 июня 1998                  | Бразилия                      | 2:1                           | 1                             | Чемпионат мира 1998           |
| 29                            | 27 июня 1998                  | Италия                        | 0:1                           | —                             | Чемпионат мира 1998           |
| 30                            | 19 августа 1998               | Румыния                       | 0:0                           | —                             | Товарищеский матч             |
| 31                            | 6 сентября 1998               | Латвия                        | 1:3                           | —                             | Чемпионат Европы 2000 (отбор) |
| 32                            | 10 октября 1998               | Словения                      | 2:1                           | 1                             | Чемпионат Европы 2000 (отбор) |
| 33                            | 14 октября 1998               | Албания                       | 2:2                           | —                             | Чемпионат Европы 2000 (отбор) |
| 34                            | 18 ноября 1998                | Египет                        | 1:1                           | 1                             | Товарищеский матч             |
| 35                            | 28 апреля 1999                | Грузия                        | 4:1                           | 2                             | Чемпионат Европы 2000 (отбор) |
| 36                            | 20 мая 1999                   | Ямайка                        | 6:0                           | 2                             | Товарищеский матч             |
| 37                            | 30 мая 1999                   | Грузия                        | 1:0                           | —                             | Чемпионат Европы 2000 (отбор) |
| 38                            | 5 июня 1999                   | Албания                       | 2:1                           | 1                             | Чемпионат Европы 2000 (отбор) |
| 39                            | 18 августа 1999               | Литва                         | 1:0                           | —                             | Товарищеский матч             |
| 40                            | 4 сентября 1999               | Греция                        | 1:0                           | —                             | Чемпионат Европы 2000 (отбор) |
| 41                            | 8 сентября 1999               | Словения                      | 4:0                           | —                             | Чемпионат Европы 2000 (отбор) |
| 42                            | 9 октября 1999                | Латвия                        | 2:1                           | 1                             | Чемпионат Европы 2000 (отбор) |
| 43                            | 14 ноября 1999                | Германия                      | 0:1                           | —                             | Товарищеский матч             |
| 44                            | 23 февраля 2000               | Турция                        | 2:0                           | —                             | Товарищеский матч             |
| 45                            | 29 марта 2000                 | Швейцария                     | 2:2                           | —                             | Товарищеский матч             |
| 46                            | 26 апреля 2000                | Бельгия                       | 0:2                           | —                             | Товарищеский матч             |
| 47                            | 27 мая 2000                   | Словакия                      | 2:0                           | —                             | Товарищеский матч             |
| 48                            | 3 июня 2000                   | Италия                        | 1:0                           | —                             | Товарищеский матч             |
| 49                            | 13 июня 2000                  | Испания                       | 1:0                           | —                             | Чемпионат Европы 2000         |
| 50                            | 18 июня 2000                  | Югославия                     | 0:1                           | —                             | Чемпионат Европы 2000         |
| 51                            | 21 июня 2000                  | Словения                      | 0:0                           | —                             | Чемпионат Европы 2000         |
| 52                            | 2 сентября 2000               | Армения                       | 0:0                           | —                             | Чемпионат мира 2002 (отбор)   |
| 53                            | 7 октября 2000                | Уэльс                         | 1:1                           | —                             | Чемпионат мира 2002 (отбор)   |
| 54                            | 11 октября 2000               | Украина                       | 0:1                           | —                             | Чемпионат мира 2002 (отбор)   |
| 55                            | 24 марта 2001                 | Польша                        | 2:3                           | —                             | Чемпионат мира 2002 (отбор)   |
| 56                            | 28 марта 2001                 | Беларусь                      | 1:2                           | —                             | Чемпионат мира 2002 (отбор)   |
| 57                            | 25 апреля 2001                | Болгария                      | 2:1                           | —                             | Товарищеский матч             |
| 58                            | 15 августа 2001               | Турция                        | 1:1                           | —                             | Товарищеский матч             |
| 59                            | 6 октября 2001                | Армения                       | 4:1                           | —                             | Чемпионат мира 2002 (отбор)   |
| 60                            | 13 февраля 2002               | Бельгия                       | 0:1                           | —                             | Товарищеский матч             |
| 61                            | 27 марта 2002                 | Тунис                         | 0:0                           | —                             | Товарищеский матч             |
| 62                            | 17 апреля 2002                | Швеция                        | 0:0                           | —                             | Товарищеский матч             |
| 63                            | 20 ноября 2002                | Австрия                       | 1:0                           | —                             | Товарищеский матч             |
| 64                            | 2 апреля 2003                 | Люксембург                    | 2:0                           | —                             | Чемпионат Европы 2004 (отбор) |
| 65                            | 30 апреля 2003                | Ирландия                      | 0:1                           | —                             | Товарищеский матч             |
| 66                            | 22 мая 2003                   | Финляндия                     | 2:0                           | 1                             | Товарищеский матч             |
| 67                            | 7 июня 2003                   | Дания                         | 0:1                           | —                             | Чемпионат Европы 2004 (отбор) |
| 68                            | 11 июня 2003                  | Румыния                       | 1:1                           | —                             | Чемпионат Европы 2004 (отбор) |
| 69                            | 6 сентября 2003               | Босния и Герцеговина          | 0:1                           | —                             | Чемпионат Европы 2004 (отбор) |
| 70                            | 10 сентября 2003              | Португалия                    | 0:1                           | —                             | Товарищеский матч             |
| 71                            | 11 октября 2003               | Люксембург                    | 1:0                           | 1                             | Чемпионат Европы 2004 (отбор) |
| 72                            | 15 ноября 2003                | Испания                       | 1:2                           | —                             | Чемпионат Европы 2004 (отбор) |
| 73                            | 19 ноября 2003                | Испания                       | 0:3                           | —                             | Чемпионат Европы 2004 (отбор) |
| 74                            | 31 марта 2004                 | Сербия и Черногория           | 1:0                           | —                             | Товарищеский матч             |
| 75                            | 27 мая 2004                   | Уэльс                         | 0:0                           | —                             | Товарищеский матч             |
| 76                            | 18 августа 2004               | Бельгия                       | 2:2                           | —                             | Товарищеский матч             |

Итого: 76 матчей / 23 гола; 34 победы, 22 ничьи, 20 поражений.